# Vexillologisches Symbol
Die Vexillologischen oder FIAV-Symbole dienen in der Flaggenkunde (Vexillologie) zur standardisierten Einteilung von Flaggen. Das System wurde von Whitney Smith entwickelt und von der Fédération internationale des associations vexillologiques (FIAV) Anfang der 1970er Jahre eingeführt.

## Gebrauchssymbole
Der Gebrauch einer Flagge wird mit einem Gittersymbol () veranschaulicht. Die erste Zeile steht für den Einsatz an Land, die zweite für den zur See. Die Zeilen sind in drei Spalten geteilt:  zivil, dienstlich und militärisch. Sind in einer Zeile drei Kriterien gegeben, so spricht man von einer Nationalflagge. Letzteres bedeutet aber nicht, dass nicht auch andere Gebrauchskombinationen als Nationalflagge gelten, zumal bei vielen Länderflaggen die Kombination „drei Kriterien in einer Reihe“ nicht vorliegt.
Weiter bedeutet die in der Flaggenkunde übliche Bezeichnung Kriegsflagge nicht, dass ein Kriegsfall vorliegen muss, sondern zeigt lediglich an, dass die Führung dem Militär vorbehalten ist.
Die Gebrauchssymbole beziehen sich immer auf den Gebrauch nach entsprechenden Flaggengesetzen oder Verordnungen (de jure). De facto kann der Gebrauch erheblich abweichen.
| Führung | Zivil              | Dienstlich   | Militärisch  |
| ------- | ------------------ | ------------ | ------------ |
| An Land | Bürgerliche Flagge | Dienstflagge | Kriegsflagge |
| Zur See | Handelsflagge      | Dienstflagge | Kriegsflagge |

Von den theoretisch 64 (= 26) möglichen Gittersymbolen sind folgende Beispiele häufiger anzutreffen:
| Symbol | Bedeutung                                   | Symbol | Bedeutung                                                                      |
| ------ | ------------------------------------------- | ------ | ------------------------------------------------------------------------------ |
|        | Bürgerliche Flagge                          |        | Nationalflagge an Land                                                         |
|        | Dienstflagge an Land                        |        | Nationalflagge zur See                                                         |
|        | Kriegsflagge an Land                        |        | Dienstflagge an Land, Kriegsflagge an Land und zur See                         |
|        | Handelsflagge                               |        | Dienstflagge an Land, Handels- und Kriegsflagge zur See                        |
|        | Dienstflagge zur See                        |        | Bürgerliche Flagge und Dienstflagge an Land, Handels- und Dienstflagge zur See |
|        | Seekriegsflagge                             |        | Dienst- und Kriegsflagge an Land und zur See                                   |
|        | Bürgerliche Flagge und Dienstflagge an Land |        | Nationalflagge an Land und Handelsflagge zur See                               |
|        | Dienst- und Kriegsflagge an Land            |        | Nationalflagge an Land und Dienstflagge zur See                                |
|        | Handels- und Dienstflagge zur See           |        | Nationalflagge an Land, Handels- und Dienstflagge zur See                      |
|        | Bürgerliche Flagge und Handelsflagge        |        | Nationalflagge zur See, Dienst- und Kriegsflagge an Land                       |
|        | Dienstflagge an Land und zur See            |        | Nationalflagge zur See, bürgerliche Flagge und Dienstflagge an Land            |
|        | Kriegsflagge an Land und zur See            |        | Nationalflagge an Land und zur See                                             |

## Eigenschaftsymbole
Um die Eigenschaften und Führungbestimmungen (von wem und zu welchem Anlass welche Flagge gezeigt wird oder werden darf und wie sie dann zu hissen ist) von Flaggen einfacher darzustellen, hat die FIAV eine Symbolik eingeführt: die Internationalen Flaggen-Identifikations-Symbole (IFIS).
Die Eigenschaften einer Flagge werden durch folgende Symbole ausgedrückt:
|  | Normale oder De-jure-Version einer Flagge                             |
|  | Flagge wurde vorgeschlagen, aber nie offiziell angenommen             |
|  | -Rekonstruktion nur aufgrund schriftlicher Quellen                    |
|  | Rückseite einer Flagge                                                |
|  | Spielart einer Flagge basierend auf dem gleichen Grundmuster          |
|  | Alternative, gleichwertige Zweitflagge                                |
|  | De-facto-Version einer Flagge                                         |
|  | Flagge ist zweiseitig und sieht auf der Rückseite anders aus          |
|  | Flaggendarstellung ist so gedacht, dass sich das Liek rechts befindet |
|  | Historische Flagge a                                                  |

Die Eigenschaften können durch weitere Symbole ergänzt werden:
|  | Offiziell durch eine Regierung zur Repräsentation des entsprechenden Staates zugelassen                                                                                  |
|  | Rückseite ist spiegelbildlich („durchscheinend“) zur Vorderseite |
|  | Rückseite ist identisch (und nicht spiegelbildlich) mit der Vorderseite (relevant u. a. bei Inschriften, die auch von der Rückseite normal gelesen werden können sollen) |
|  | Keine Information über die Rückseite vorhanden |
|  | Bei horizontal stehendem Mast wird die Flagge gehisst, als ob der Mast vertikal stehen würde                                                                             |
|  | Bei horizontal stehendem Mast wird die Flagge vor dem Hissen gedreht, so dass sie nicht gedreht hängt                                                                    |
|  | Keine Information zur Hissung auf horizontal stehendem Mast verfügbar |
|  | Die Flagge enthält kein Element, das bei horizontaler Hissung verdreht erscheinen würde                                                                                  |
|  | Flagge kann oder darf nur vertikal gehisst werden |

## Proportionen
Zur Beschreibung einer Flagge gehört auch die Angabe ihrer Proportionen in der Reihenfolge Breite∶Länge (1∶2, 2∶3, 3∶5 etc.), wobei die Breite auch als Lieklänge bezeichnet wird, womit die mastanliegende Seite gemeint ist, im Gegensatz zur eigentlichen (auswehenden) Länge. Die Proportionen sind nicht Teil des vexillologischen Symbols, sind aber bei dessen Nutzung möglichst auch anzugeben.